# Exitos de Gloria Estefan
Exitos de Gloria Estefan – tytuł pierwszej, hiszpańskojęzycznej składanki Glorii Estefan. Album ukazał się w 1990 roku, w trakcie promocji studyjnego krążka Cuts Both Ways. Album Exitos de Gloria Estefan zawiera hiszpańskojęzyczne wersje największych singlowych przebojów artystki, min. "Dr Beat", "Conga" i "Si Voy Perderte" ("Don't Wanna Lose You"). Płyta na całym świecie sprzedała się w ponad milionowym nakładzie, docierając na szczyt latynoskich zestawień w Stanach Zjednoczonych.

## Spis utworów
1. Renacer
2. Conga
3. No Sera Facil
4. Dr Beat
5. Regresa A Mi
6. No To Olvidare
7. Dingui Li-Bangui
8. No Me Vuelvo A Enamorar
9. Si Voy Perderte
10. Oye Mi Canto
11. Todo Pra Voce